# Albert Price
Albert Thorvald Joseph Price (25. januar 1844 i København – 13. juni 1927 i Ordrup) var en dansk skuespiller og kunstmaler .
Albert Price var søn af artisterne James Price (1801-1865) og Rosetta Price (1810-1887). Albert Price deltog som 20-årig løjtnant i krigen 1864. Derefter fuldendte han en uddannelse som kunstmaler på Det Kongelige Danske Kunstakademi og tog på studierejse til Italien.
Da han vendte tilbage til Danmark, gik han i 33-års alderen til scenen og debuterede hos August Rasmussens selskab på Odense Teater i 1877 som løjtnant von Buddinge i Genboerne. Han var derefter ansat på Folketeatret 1879 til 1884 og rejste derefter i provinsen og i Norge. Han var ansat ved Bernhard Levys selskab i Norge 1884 til 1886. Han medvirkede i 1887 i revyen Der var engang en landsoldat på Nørrebros Theater og kom i 1891 til Casino. Under årene 1900 til 1910 var han på Aarhus Teater, Da han tog afsked med Aarhus Teater vendte han tilbage til malerkunsten samtidigt med, at han medvirkede i flere stumfilm. I sine sidste år genoptog Price maleriet, men han udstillede ikke.
Han var ugift og er begravet på Bispebjerg Kirkegård.

## Maleri
- Rosa Price (1865)
- Pastor Hostrup (1869)
- Selvportræt (ca. 1870, Teatermuseet i Hofteatret)
- En eneboer (1871)
- Fra Capri (1887)

Tegninger:
- Olaf Poulsen som løjtnant von Buddinge (Teatermuseet i Hofteatret)
- Scene fra Genboerne ved Studenterforeningens 25-års jubilæum (Teatermuseet i Hofteatret)

Grafik i Den Kongelige Kobberstiksamling

## Filmografi
- Nøddebo Præstegaard (1911)
- Arvingen til Skjoldborg (1913)
- Kunstens Tornevej (1916)
- Den filmende Baron (1917)
- Søster Karin (1917)
- Fru Kristina (1917)